# John Wilmot (hrabia)

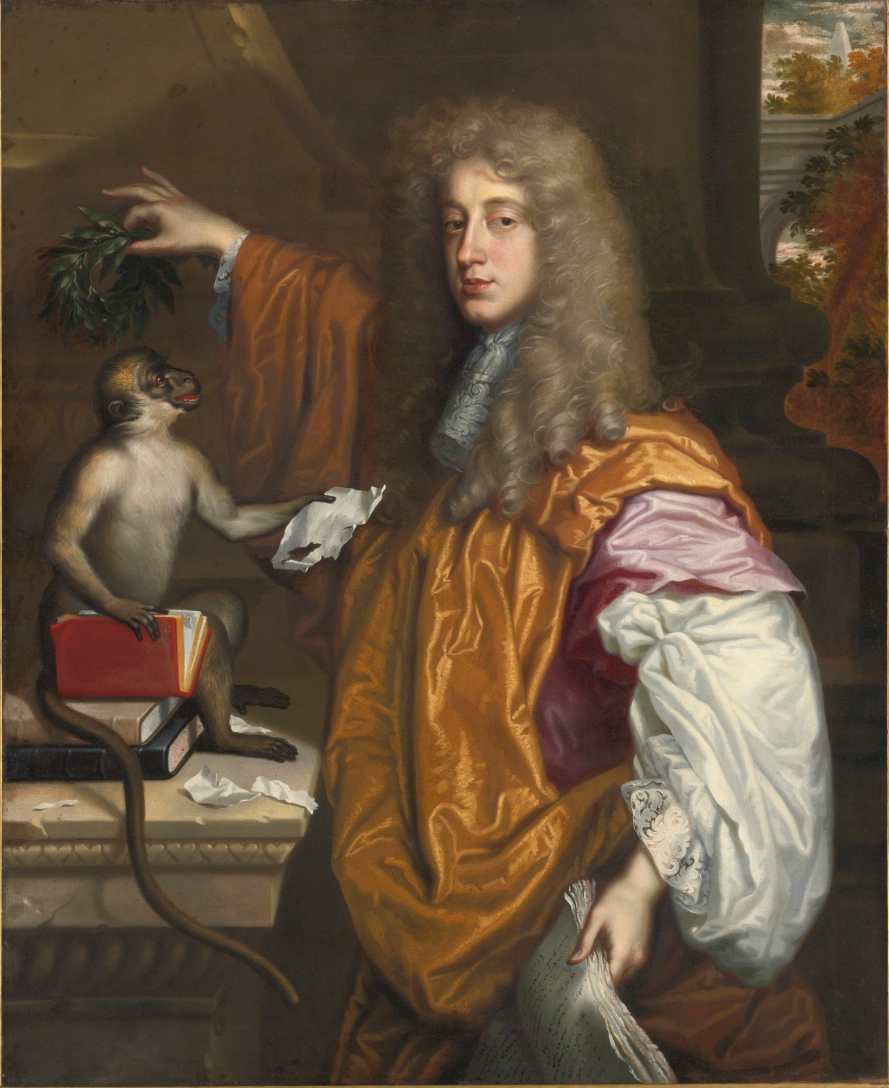
John Wilmot

John Wilmot, 2. hrabia Rochester (ur. 1 kwietnia?/11 kwietnia 1647 w Oxfordshire, zm. 26 lipca?/5 sierpnia 1680 w Woodstock) – angielski arystokrata, awanturnik i poeta, przyjaciel króla Karola II. Autor satyrycznych, często rozwiązłych utworów. 
Był synem Henry’ego Wilmota, pierwszego hrabiego Rochester, bliskiego przyjaciela Karola II. Studiował w Oxfordzie, następnie rozpoczął karierę dworską, w czym pomogła mu sława bohatera w bitwach morskich z Holendrami. Towarzyszył królowi w hulankach, znany był z erotyzmu i pociągu niemal w stronę pornografii. Był bohaterem wielu skandali towarzyskich, jednym z najsłynniejszych było porwanie i poślubienie bogatej dziedziczki, Elizabeth Malet; za ten czyn został na krótko uwięziony w Tower. 
Zmarł przedwczesną śmiercią w wieku 33 lat. Umierając, żałował za grzechy, czego świadkiem był Gilbert Burnet, późniejszy biskup Salisbury. Nawrócenie znanego grzesznika zostało szeroko rozpropagowane i było przykładem poruszanym w wielu późniejszych kazaniach. 
W swojej poezji opowiadał się za racjonalizmem, wychwalał potęgę rozumu ludzkiego i nawiązywał do postawy libertyńskiej, zwłaszcza w znanym utworze Satyra na ludzkość (A Satyr against Mankind, 1675). Bibliografia jego utworów jest dość niepewna, ponieważ nie przywiązywał wagi do ich publikacji, a w wydaniach pośmiertnych często przypisywano mu wiele obscenicznych wierszy o nieustalonym autorstwie. 
W 2004 Laurence Dunmore nakręcił o nim film Rozpustnik (The Libertine) na podstawie sztuki Stephena Jeffreysa pod tym samym tytułem. Głównego bohatera zagrał Johnny Depp.